# ウィグモア・ホール
ウィグモア・ホール (Wigmore Hall) は、イギリス、ロンドンにある世界最高峰のコンサートホールの一つ。クラシック音楽、中でも器楽・室内楽・声楽リサイタルの場として有名であり、その独特の優れた音響でも知られる。552席。

## 歴史
ロンドンのウィグモア・ストリート(Wigmore Street)にショールームを構えていたドイツのピアノ製作会社ベヒシュタイン社が、隣接する土地に1901年にホールを建造し、ベヒシュタイン・ホール(Bechstein Hall)と称した。開場記念リサイタルは同年5月31日、ウジェーヌ・イザイ（ヴァイオリン）とフェルッチョ・ブゾーニ（ピアノ）の出演であった。
第一次世界大戦の勃発に伴い、1916年、同ホールはショールーム、会社の保有するピアノの在庫137台などとともに敵国ドイツ国民の資産としてイギリス政府に接収され、競売された。5万6千ポンドで落札したのはデベナム百貨店であった。ホール単独でも建築費が10万ポンド要したことを考えれば、戦時下の懲罰的な廉売だったと言えるだろう。1917年に、面している通りの名をとってウィグモア・ホールと改称され、今日に至る。
早くからリサイタル・ホールとして世界最高峰のコンサートホールの一つに数えられ、プロコフィエフ、ヒンデミット、アンドレス・セゴビア、ジャクリーヌ・デュ・プレなど、世界を代表する多くの演奏家がその舞台に上っている。

## 建物
当時を代表するイギリスの建築家トーマス・エドワード・コルカットの手になる擬ルネサンス様式で、内装にはアラバスター（雪花石膏）および大理石が壁面、床面、階段などにふんだんに使用されている。ホール平面形は長方形であり、蒲鉾型というか、凹面形の天井が特徴的である。舞台真上には4分の1球状の凹面ドーム（キューポラ）が配され、ジェラルド・モイラの原画になる、音楽神を中心とする美しい天井画も印象的である。

## コンサート活動
イギリスの他の多くのホールと同様、6月半ばから8月にかけてはオフ・シーズンである。9月のシーズン・イン以降はほぼ毎日コンサートやリサイタルでの利用があり、平日、休日ともしばしば昼夜2部で利用もされるため、ウィグモア・ホールでのコンサートは年間400以上にもおよぶ。平日昼1時からはBBCのライブ中継を伴うリサイタルが頻繁に行われており、また日曜日の11時30分からは「サンデー・モーニング・コンサート」がほぼ毎週行われる。日曜日のこのイヴェントは、終了後に無料のシェリー酒・ワイン・コーヒーならびに軽食が供され、演奏を終えたばかりのアーチストと歓談できる場合もあるため、ロンドン市内および近郊のクラシック音楽愛好者に人気が高い。

## エイベックス・リサイタル・シリーズ
日本の大手エイベックス・クラシックス・インターナショナルが『日本が世界に誇るトップアーティストを音楽界の殿堂ウィグモア・ホールで堪能するリサイタル・シリーズ』として2016年に始めたシリーズ。毎年3人の日本を代表する奏者のウィグモア・ホールデビューを企画している。2016年第1回はピアニスト辻井伸行、バイオリニスト諏訪内晶子、バイオリニスト庄司紗矢香、2017年第2回はピアニスト辻井伸行、バイオリニスト樫本大進、バイオリニスト三浦文彰、2018年第3回にはチェリスト伊藤悠貴が出演し、同年は作曲家藤倉大のポートレート・リサイタルも開催された。